# 키즈 서바이벌 슈퍼 히어로
《키즈 서바이벌 슈퍼 히어로》는 투니버스에서 2012년 10월 5일부터 2012년 12월 14일까지 방송되었던 TV 프로그램이다. 장애물 레이스 등 각종 대결을 통해 전국의 3천여 명 중 20명을 뽑고 최종 우승자를 가린다.

## Top20
- 우승 : 양예람
- Top3 : 강지훈(준우승), 김찬중(3위)
- Top6 : 임준혁(4위), 홍태의(5위), 이소은(6위)
- Top8 : 박재우, 진승모
- Top20 : 알렉스, 정윤석, 김유리, 김혜원, 김선태, 구소희, 박동윤, 양찬우, 허제민, 허영우, 임유빈, 오수빈